# Cappy
Pour les articles homonymes, voir Cappy (homonymie).
Cappy est une commune française située dans le département de la Somme en région Hauts-de-France.
Les habitants de Cappy sont appelés les Cappitois.

## Géographie

### Localisation

#### Communes limitrophes
|                                        | Suzanne                        |                        |
| Bray-sur-Somme et La Neuville-lès-Bray | Cappy                          | Herbécourt             |
| Chuignolles                            | Chuignes et Fontaine-lès-Cappy | Dompierre-Becquincourt |

### Description

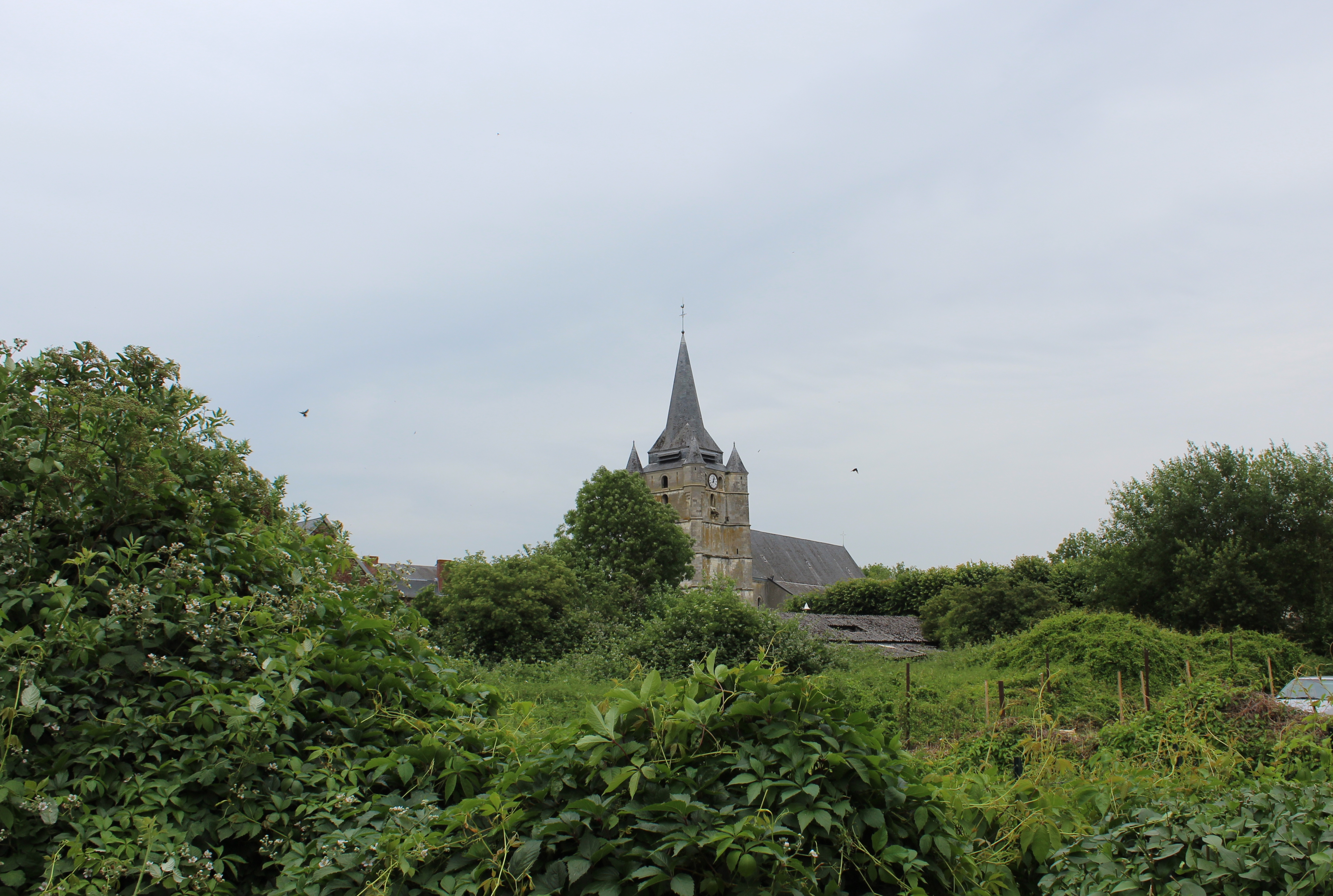
Paysage sur la commune.

Le village est situé sur les berges de la Somme, entre Amiens et Péronne, de part et d'autre du canal de la Somme. Un hameau se trouve à Froissy.
Il est facilement accessible par l'ancienne route nationale 29 (actuelle RD 1029) et les autoroutes A1 et A29.
En 2019, la localité est desservie par les autocars du réseau inter-urbain Trans'80, chaque jour de la semaine, sauf le dimanche et les jours fériés (ligne no 38  (Albert - Bray-sur-Somme - Péronne).
Le sol est très accidenté : le relief est très accidenté suivant une ligne qui va du sud au nord. Le sol est calcaire, argileux, siliceux, tourbeux, suivant les lieux.

### Hydrographie

#### Réseau hydrographique
La commune est située dans le bassin Artois-Picardie. Elle est drainée par la rivière Somme , la Somme canalisée, le fleuve la Somme et divers autres petits cours d'eau.
La Somme est un fleuve du nord de la France, en région Hauts-de-France, qui traverse les deux départements de l'Aisne et de la Somme. Il prend sa source dans la commune de Fonsomme et se jette  dans la Manche par la baie de Somme entre Le Crotoy et Saint-Valery-sur-Somme. Les caractéristiques hydrologiques de la Somme sont données par la station hydrologique située sur la commune. Le débit moyen mensuel est de 7,81 m3/s. Le débit moyen journalier maximum est de 22,4 m3/s, atteint lors de la crue du 8 février 2021. Le débit instantané maximal est quant à lui de 31 m3/s, atteint le 8 mai 2010.
Le canal de la Somme longe le fleuve. Construit entre 1770 et 1827, et mis au gabarit Freycinet en 1880, il est long 170 km. Il débute à Saint-Simon où il touche au canal de Saint-Quentin et débouche dans la baie de Somme. Une écluse est installée sur le canal.
Dans les années 1890, on notait que les puits étaient peu profonds. L'eau qu'ils fournissaient était alors de bonne qualité.

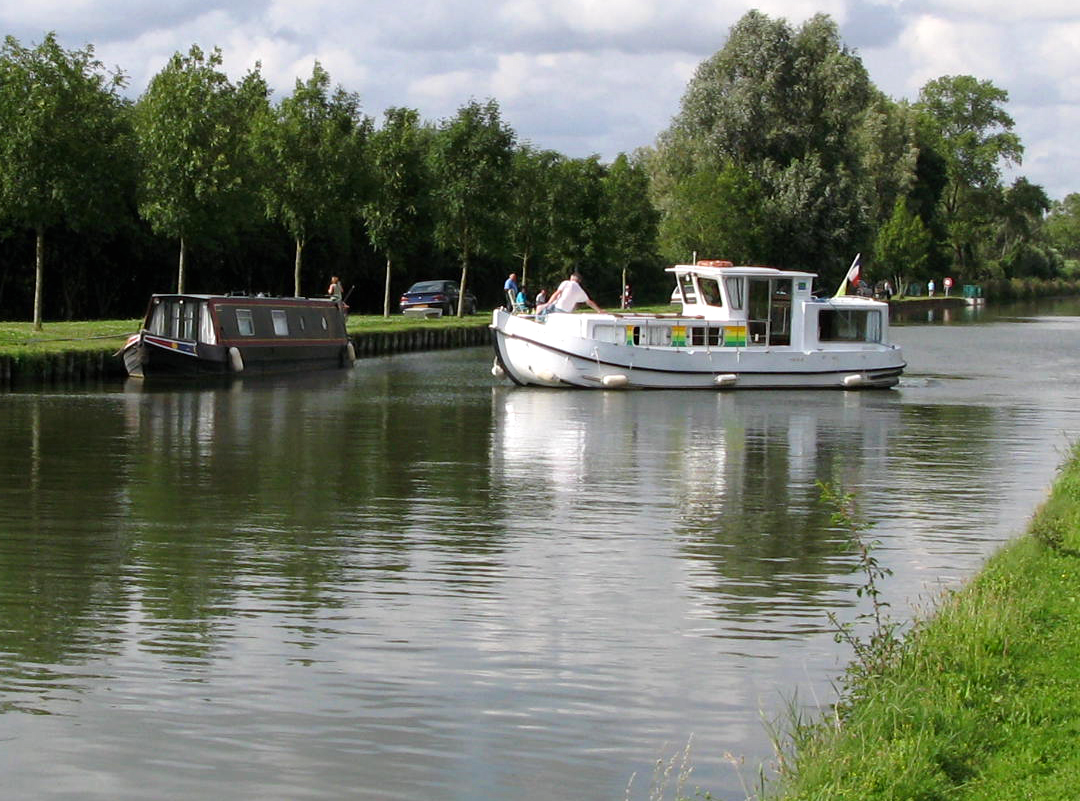
Canal de la Somme à Cappy.
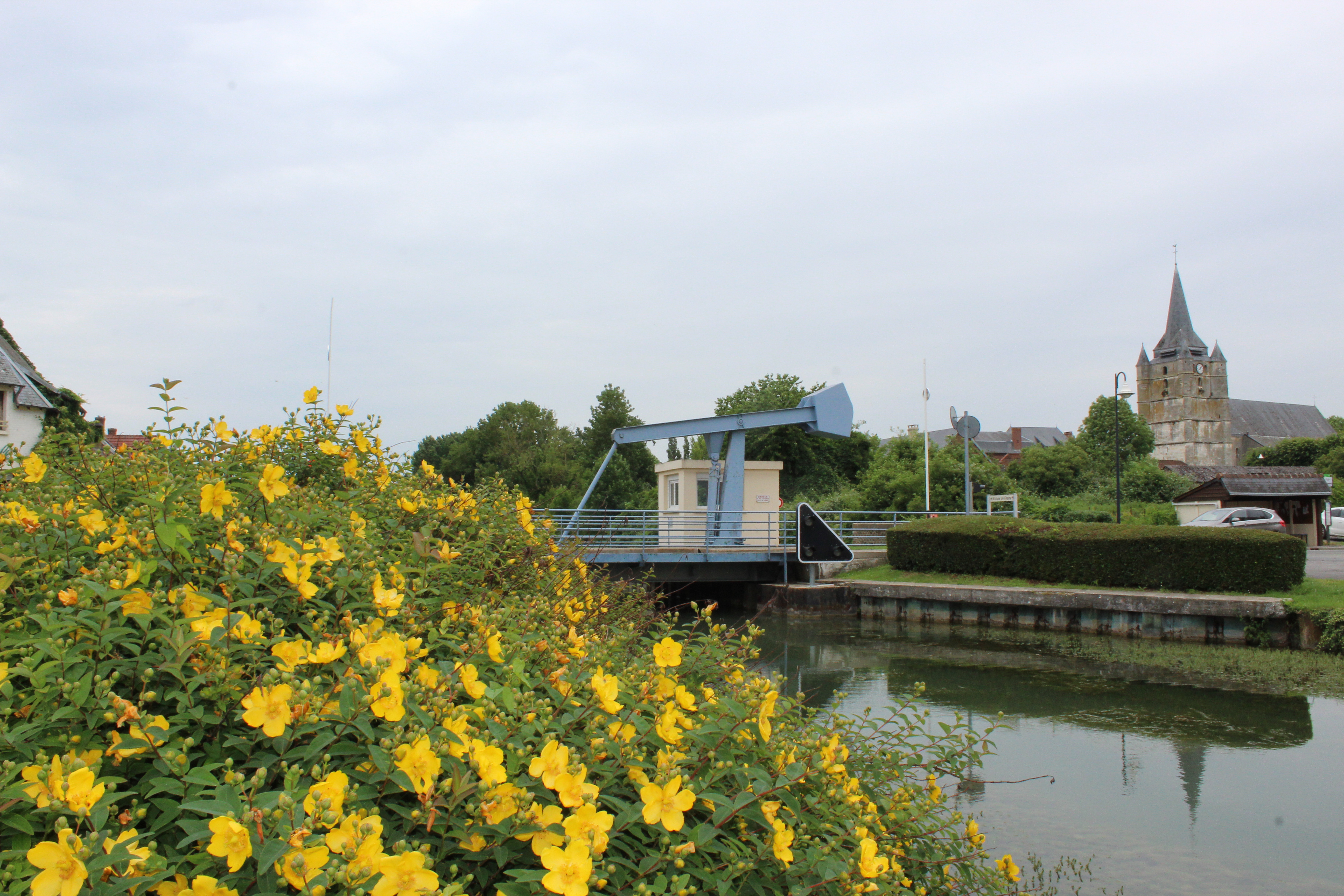
Le canal, le pont-levant et l'église.

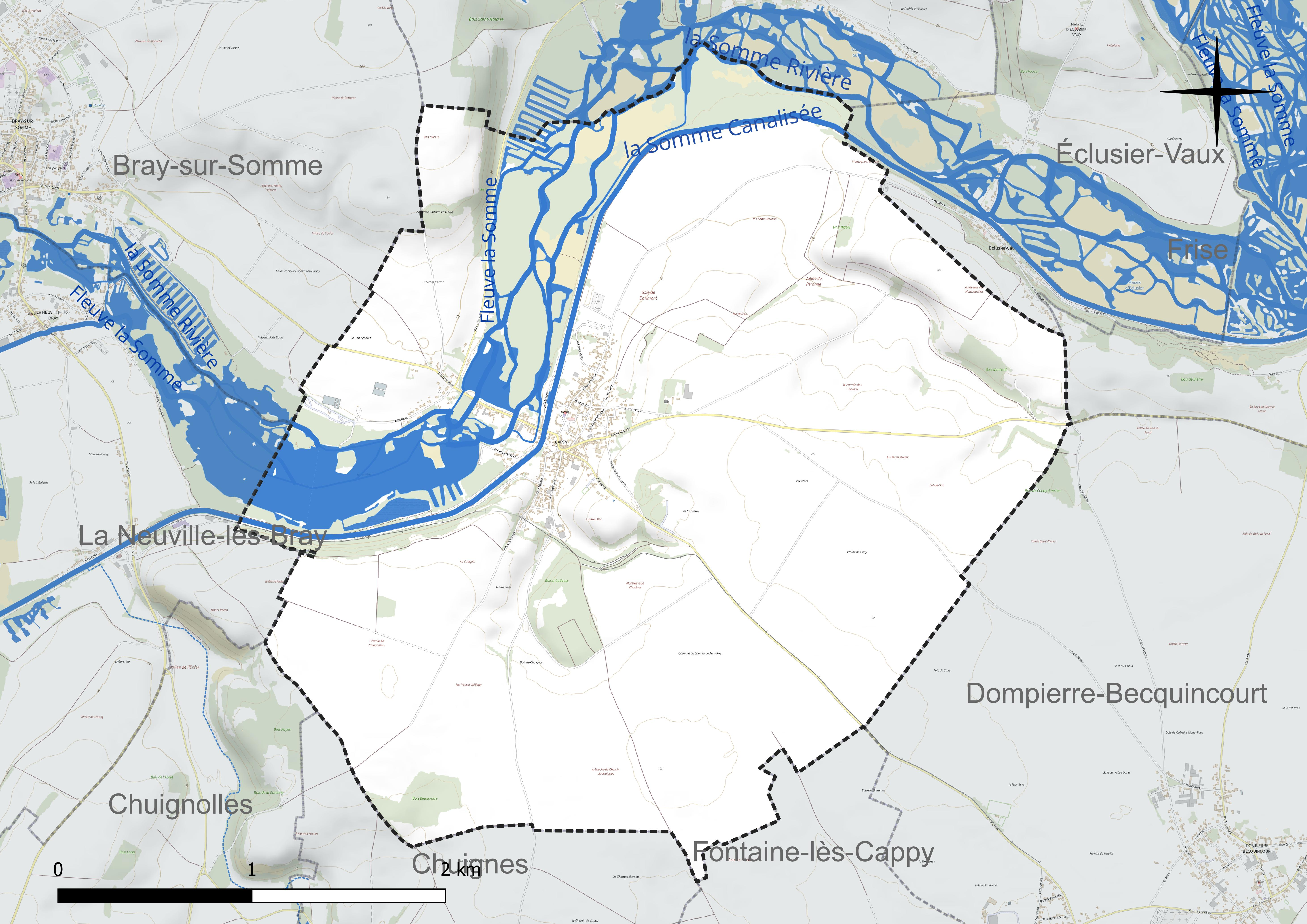
Réseau hydrographique de Cappy.

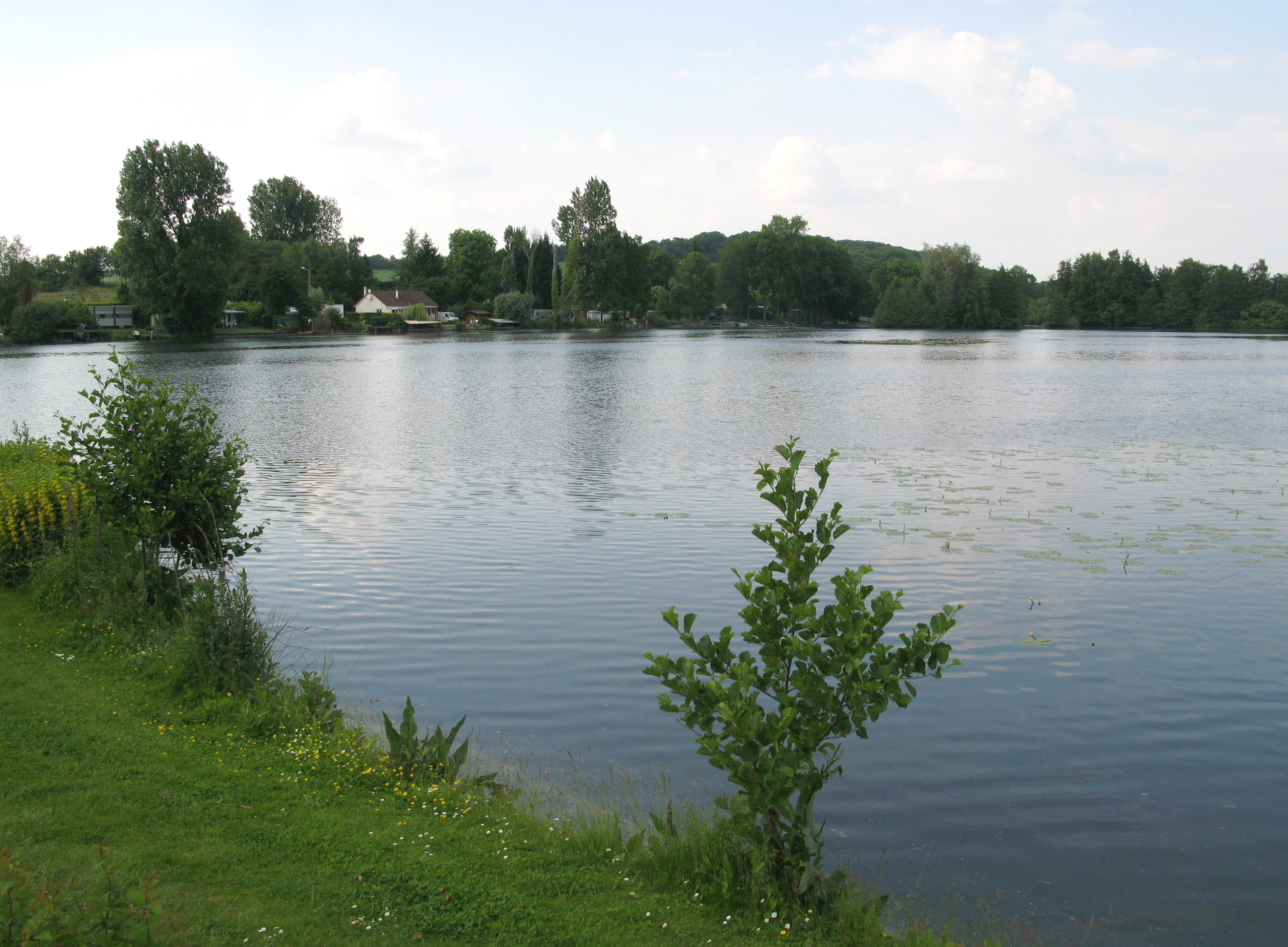
Étang

#### Gestion et qualité des eaux
Le territoire communal est couvert par le schéma d'aménagement et de gestion des eaux (SAGE) « Haute Somme ». Ce document de planification concerne un territoire de 1 798 km2 de superficie, délimité par le bassin versant de la Haute Somme est constitué d'un réseau hydrographique complexe de cours d'eau, de marais, d'étangs et de canaux. Le périmètre a été arrêté le 21 avril 2006 et le SAGE proprement dit a été approuvé le 15 juin 2017. La structure porteuse de l'élaboration et de la mise en œuvre est le syndicat mixte d'aménagement hydraulique du bassin versant de la Somme (AMEVA).
La qualité des cours d'eau peut être consultée sur un site dédié géré par les agences de l'eau et l'Agence française pour la biodiversité.

### Environnement
Une partie du territoire communal est compris dans le site Natura 2000 "Moyenne vallée de la Somme",.

### Climat
Pour des articles plus généraux, voir Climat des Hauts-de-France et Climat de la Somme.
En 2010, le climat de la commune est de type climat océanique dégradé des plaines du Centre et du Nord, selon une étude du CNRS s'appuyant sur une série de données couvrant la période 1971-2000. En 2020, Météo-France publie une typologie des climats de la France métropolitaine dans laquelle la commune est exposée à un climat océanique et est dans la région climatique Nord-est du bassin Parisien, caractérisée par un ensoleillement médiocre, une pluviométrie moyenne régulièrement répartie au cours de l'année et un hiver froid (3 °C).
Pour la période 1971-2000, la température annuelle moyenne est de 10,4 °C, avec une amplitude thermique annuelle de 14,3 °C. Le cumul annuel moyen de précipitations est de 762 mm, avec 12,4 jours de précipitations en janvier et 8,8 jours en juillet. Pour la période 1991-2020, la température moyenne annuelle observée sur la station météorologique la plus proche, située sur la commune de Méaulte à 9 km à vol d'oiseau, est de 10,7 °C et le cumul annuel moyen de précipitations est de 730,3 mm,. Pour l'avenir, les paramètres climatiques de la commune estimés pour 2050 selon différents scénarios d'émission de gaz à effet de serre sont consultables sur un site dédié publié par Météo-France en novembre 2022.

## Urbanisme

### Typologie
Au 1er janvier 2024, Cappy est catégorisée commune rurale à habitat dispersé, selon la nouvelle grille communale de densité à sept niveaux définie par l'Insee en 2022.
Elle est située hors unité urbaine et hors attraction des villes,.

### Occupation des sols
L'occupation des sols de la commune, telle qu'elle ressort de la base de données européenne d'occupation biophysique des sols Corine Land Cover (CLC), est marquée par l'importance des territoires agricoles (79,8 % en 2018), une proportion identique à celle de 1990 (79,8 %). La répartition détaillée en 2018 est la suivante : 
terres arables (73,7 %), forêts (10,1 %), zones agricoles hétérogènes (6 %), eaux continentales (4,4 %), zones urbanisées (2,7 %), milieux à végétation arbustive et/ou herbacée (2,4 %), zones humides intérieures (0,5 %), prairies (0,1 %). L'évolution de l'occupation des sols de la commune et de ses infrastructures peut être observée sur les différentes représentations cartographiques du territoire : la carte de Cassini (XVIIIe siècle), la carte d'état-major (1820-1866) et les cartes ou photos aériennes de l'IGN pour la période actuelle (1950 à aujourd'hui).

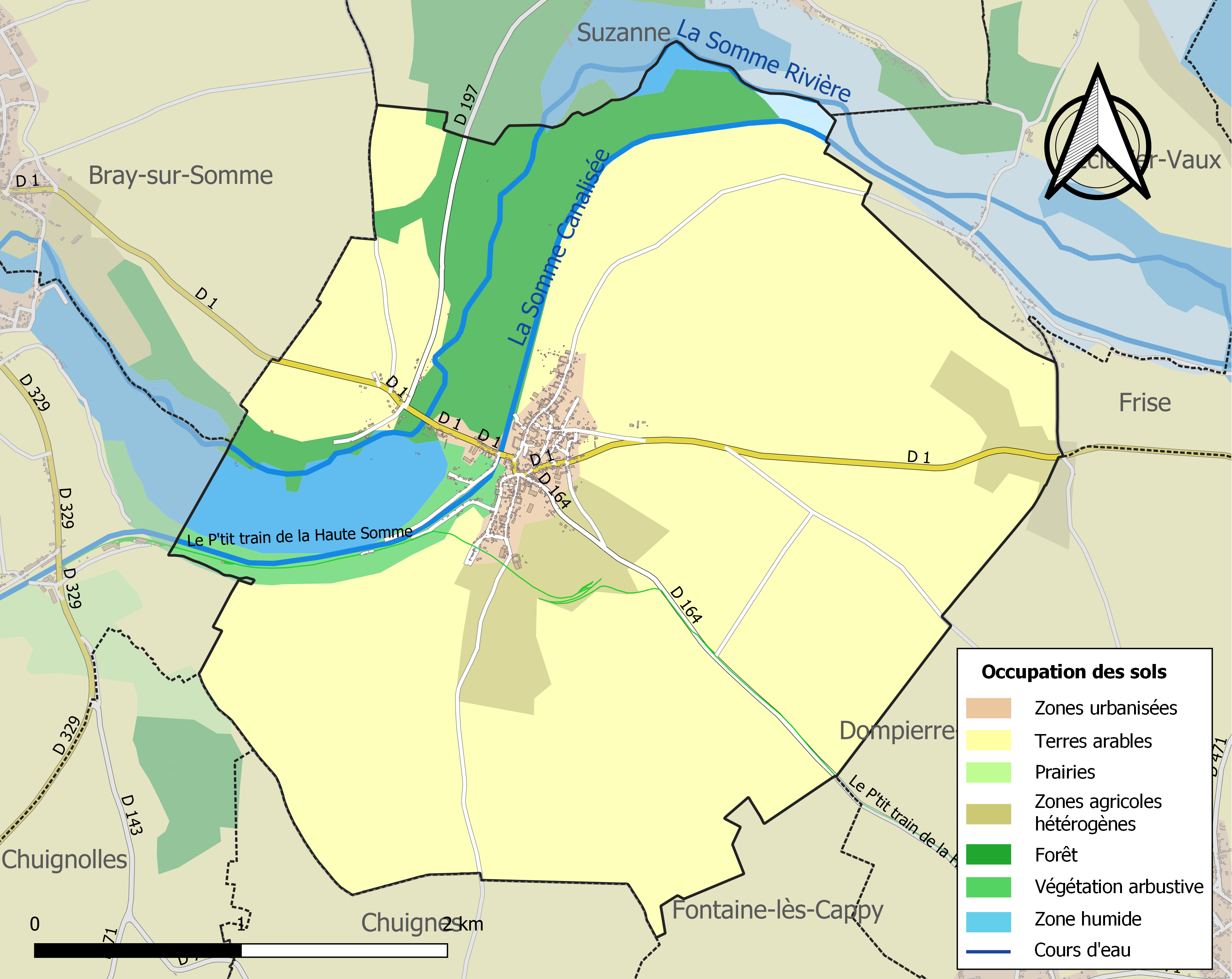
Carte des infrastructures et de l'occupation des sols de la commune en 2018 (CLC).

## Toponymie
Le lieu est mentionné dès 877 par Capiacum ou Capriacum. On retrouve la même forme en 1191 et 1269, puis Cappi à partir du XIIIe siècle.
Selon une autre source, l'étymologie de Cappy viendrait de Caput Loci et indiquerait que, très tôt, il exista à Cappy une forteresse pour défendre le passage de la Somme.

## Histoire

### Moyen Âge
Le 5 mai 877, le roi Charles le Chauve, fonda l'abbaye Saint-Corneille de Compiègne et lui octroya la terre de Cappy où fut édifié un prieuré, le prieuré Saint-Médard, créé au sein même de la forteresse préexistante. C'est le berceau du bourg de Cappy.
En 1045, Robert, seigneur de Péronne est aussi seigneur de Cappy.
Le 5 avril 1086, Ratbod, évêque de Noyon, ayant reçu l'église de Cappy des mains de Robert de Péronne, la donne à l'abbaye de Cluny. L'abbé de Cluny concéda au prieuré Saint-Martin-des-Champs de Paris qui y fonda un prieuré.
En 1092, Eudes, fils de Robert, « très chrétien prince de Péronne, héritier et successeur des « princes » pervers et superbes qui, abusant de la patience de Dieu, s'étaient emparés des biens de l'Église après les invasions des Vikings, apprit, en visitant Cappy, qu'un territoire de cette paroisse se nommait par tradition Les Champs de saint Corneille. Eudes se rendit à la basilique de Compiègne, et prit connaissance des chartes de dotation. Il reconnut l'usurpation de ses aïeux, et obtint leur absolution rétrospective en restituant aux chanoines une partie de l'aleu donné par Charles le Chauve, que le chapitre lui rendit à son tour, moyennant un cens perpétuel de douze sols par an. Eudes, sa femme Lucie, les châtelains Eudes II de Ham, Effroi III et Roricon d'Encre, souscrivirent cet acte passé à Péronne, avec plusieurs membres du chapitre de la collégiale Saint-Fursy, le doyen André, le trésorier Étienne, le chancelier Gillain, le chantre Foulques.
Durant la guerre de Cent Ans, le village a été fortifié pour protéger le gué sur la Somme, l'un des quatre situés entre Bray et Cappy.
En 1228, Cappy bénéficie d'une charte communale et s'engage par écrit à servir le roi envers et contre tous. Le sceau de la commune nous est connu par un document de 1228 déposé aux Archives nationales (n° 5 754).
En 1269, Jean d'Athies est seigneur de Cappy et bailli d'Amiens.
En 1360, Charles, comte de Dammartin, seigneur de Cappy, fait prisonnier par les Anglais à la bataille de Poitiers en 1356, échangea sa seigneurie de Cappy avec le connétable de Fiennes.

### Époque moderne
Au XVIe siècle, Cappy  est encore un lieu entouré de remparts et de fossés.
La famille d'Estournel de Suzanne acquiert la baronnie de Cappy en 1660 et le droit d'établir un péage sur les ponts et chaussées permettant de franchir la Somme.
Cappy a possédé un prieuré avec cinq moines et un prieur, ainsi qu'un hôpital annexé d'une chapelle Saint-Étienne.

### Époque contemporaine

#### XIXe siècle
En 1865, furent construites les écoles de Cappy.
A la fin du XIXe siècle, le port fluvial de Cappy connut une certaine activité avec le transport de phosphate de la carrière d'Éclusier-Vaux.

#### Première Guerre mondiale
Cappy a énormément souffert lors de la Première Guerre mondiale. En 1915, le village servait de cantonnement à l'armée française.
Un cimetière militaire français y était aménagé dès 1915,.
Entre Amiens (alors capitale de l'arrière-front) et la petite ville de Péronne (contrôlée par les Allemands), Cappy se situait sur la ligne des combats de la bataille de la Somme. Afin de protéger la Somme, l'armée française y fit navigier des petites canonnières, et le Génie construisit un nouveau pont levant,,.
C'est de Cappy, alors occupé par les Allemands que décolla le 21 avril 1918 le Baron Manfred von Richthofen pour ce qui allait être son dernier vol, puisqu'il sera abattu vraisemblablement par un tir venant du sol et non pas par Arthur Roy Brown, as de l'aviation canadien, qui avait pourtant revendiqué avoir abattu le "Baron Rouge" et son Fokker Dr.I.
Afin de faciliter son effort logistique, l'armée française a installé une voie de chemin de fer militaire, dont une partie subsiste et constitue le Chemin de fer Froissy-Dompierre
Le village fut très largement détruit pendant la Guerre,,,,,, excepté le clocher de l'église, et a  été décoré de la Croix de guerre 1914-1918, le 27 octobre 1920.
Le village fut reconstruit pendant l'entre-deux-guerres.

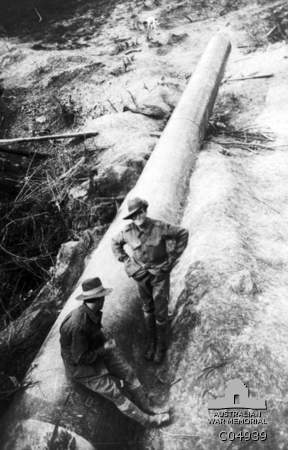
Canon à longue portée allemand capturé par les troupes australiennes.
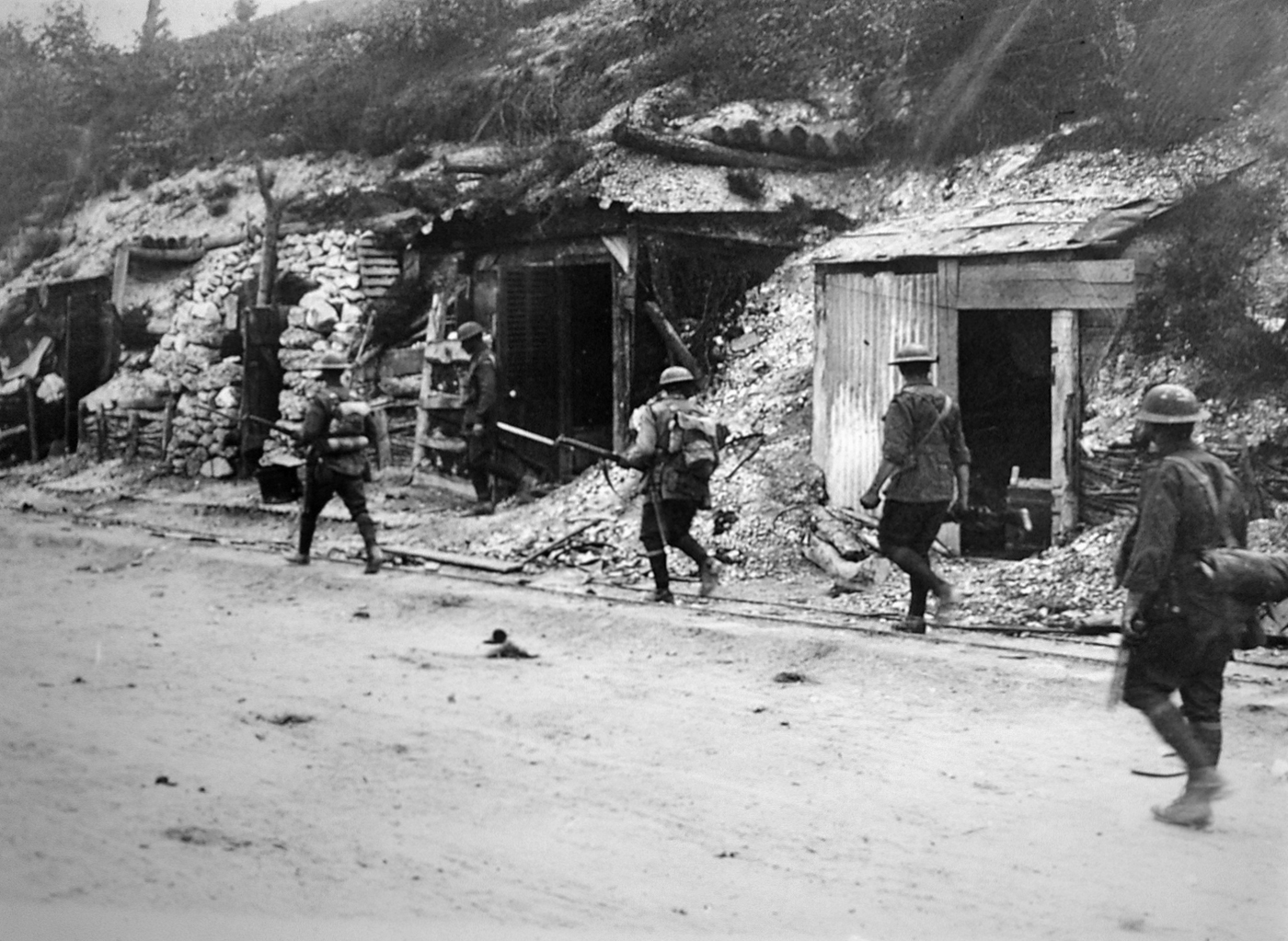
5e compagnie B du 9e bataillon australien, le 25 août 1918
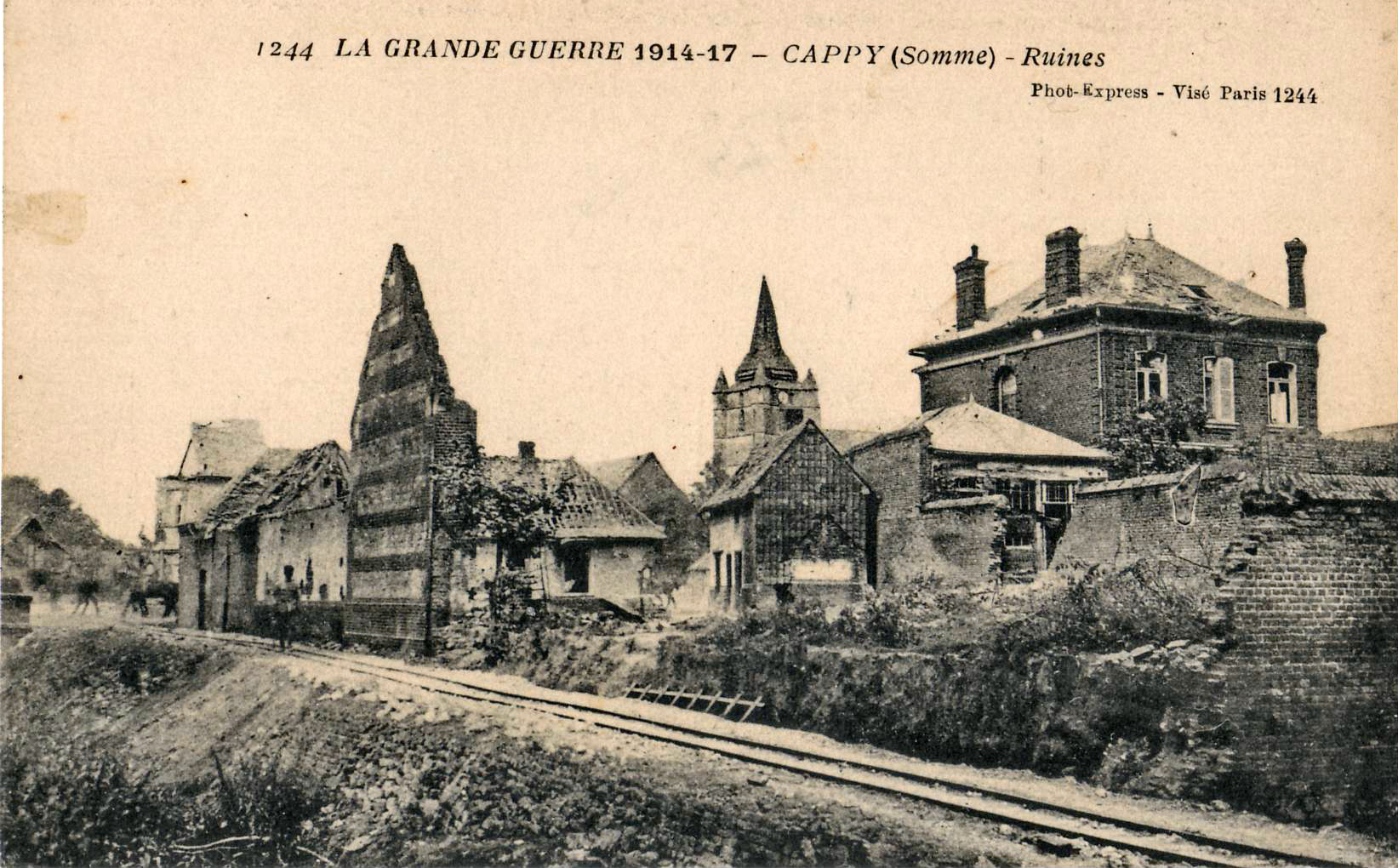
Cappy en 1917.
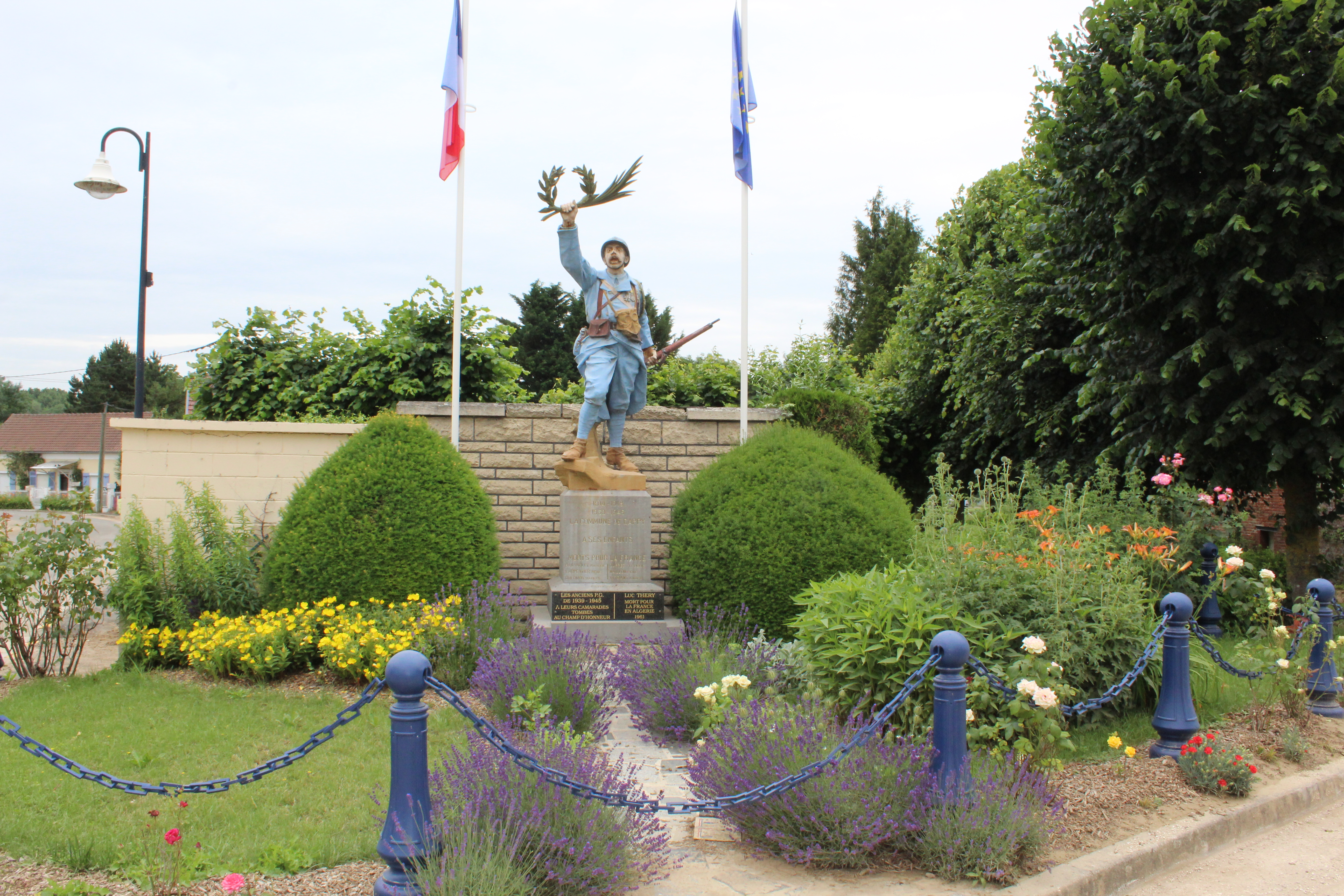
Le monument aux Morts.

## Politique et administration

### Rattachements administratifs et électoraux
La commune se trouve dans l'arrondissement de Péronne du département de la Somme. Pour l'élection des députés, elle fait partie depuis 1958 de la cinquième circonscription de la Somme.
Elle faisait partie depuis 1793 du canton de Bray-sur-Somme. Dans le cadre du redécoupage cantonal de 2014 en France, la commune est désormais intégrée au canton d'Albert.

### Intercommunalité
La commune est membre de la communauté de communes du Pays du Coquelicot, créée fin 2001 sous le nom de communauté de communes de la région d'Albert - Acheux en Amiénois et Bray-sur-Somme.

### Politique locale
À la suite de dissensions au sein du conseil municipal concernant notamment l'acquisition d'une propriété jouxtant la mairie, cinq conseillers municipaux (dont le premier maire-adjoint) ont démissionné depuis les élections municipales de 2014, entraînant l'organisation d'élections partielles le 17 mars 2019 au terme desquelles la maire sortante, Noëlle Delebassée, a été réélue.

### Liste des maires
| Période                                  | Période                      | Identité             | Étiquette | Qualité                          |
| ---------------------------------------- | ---------------------------- | -------------------- | --------- | -------------------------------- |
| Les données manquantes sont à compléter. |                              |                      |           |                                  |
| avant 1989                               |                              | Fernand Adriaenssens |           |                                  |
| Les données manquantes sont à compléter. |                              |                      |           |                                  |
| mars 1989                                | 2008                         | Didier Degrendel     | DVG       | Exploitant agricole              |
| mars 2008                                | juillet 2020                 | Noëlle Delebassée    |           |                                  |
| juillet 2020                             | En cours (au 5 juillet 2020) | Gérard Legrand       |           | Retraité de la fonction publique |

### Distinctions et labels
La commune a été récompensée en 2019 de ses efforts en matière de fleurissement par le  1er prix des communes de 300 à 1 000 habitants de la Somme au Concours des villes et villages fleuris.

## Population et société

### Démographie
L'évolution du nombre d'habitants est connue à travers les recensements de la population effectués dans la commune depuis 1793. Pour les communes de moins de 10 000 habitants, une enquête de recensement portant sur toute la population est réalisée tous les cinq ans, les populations de référence des années intermédiaires étant quant à elles estimées par interpolation ou extrapolation. Pour la commune, le premier recensement exhaustif entrant dans le cadre du nouveau dispositif a été réalisé en 2008.

En 2022, la commune comptait 548 habitants, en évolution de +3,98 % par rapport à 2016 (Somme : −1,26 %, France hors Mayotte : +2,11 %).
| 1793 | 1800 | 1806  | 1821  | 1831  | 1836  | 1841  | 1846  | 1851  |
| ---- | ---- | ----- | ----- | ----- | ----- | ----- | ----- | ----- |
| 900  | 781  | 1 001 | 1 042 | 1 069 | 1 080 | 1 116 | 1 153 | 1 110 |

| 1856  | 1861  | 1866  | 1872  | 1876  | 1881  | 1886 | 1891 | 1896 |
| ----- | ----- | ----- | ----- | ----- | ----- | ---- | ---- | ---- |
| 1 087 | 1 157 | 1 143 | 1 136 | 1 168 | 1 009 | 965  | 973  | 962  |

| 1901 | 1906 | 1911 | 1921 | 1926 | 1931 | 1936 | 1946 | 1954 |
| ---- | ---- | ---- | ---- | ---- | ---- | ---- | ---- | ---- |
| 953  | 920  | 805  | 471  | 596  | 561  | 557  | 518  | 580  |

| 1962 | 1968 | 1975 | 1982 | 1990 | 1999 | 2006 | 2008 | 2013 |
| ---- | ---- | ---- | ---- | ---- | ---- | ---- | ---- | ---- |
| 569  | 549  | 513  | 510  | 484  | 485  | 536  | 551  | 523  |

| 2018 | 2022 | - | - | - | - | - | - | - |
| ---- | ---- | - | - | - | - | - | - | - |
| 544  | 548  | - | - | - | - | - | - | - |

### Enseignement
Pour l'année scolaire 2018-2019, la commune abrite une école primaire publique (maternelle et élémentaire) qui dépend de l'académie d'Amiens.

#### Économie
L'activité dominante de la commune, outre l'agriculture, est le tourisme. Cappy est une base de départ pour le tourisme fluvial,,. Gîtes touristiques et campings sont présents dans la commune. On compte aussi un restaurant., labellisé « bistro de Pays »

## Culture locale et patrimoine

### Lieux et monuments

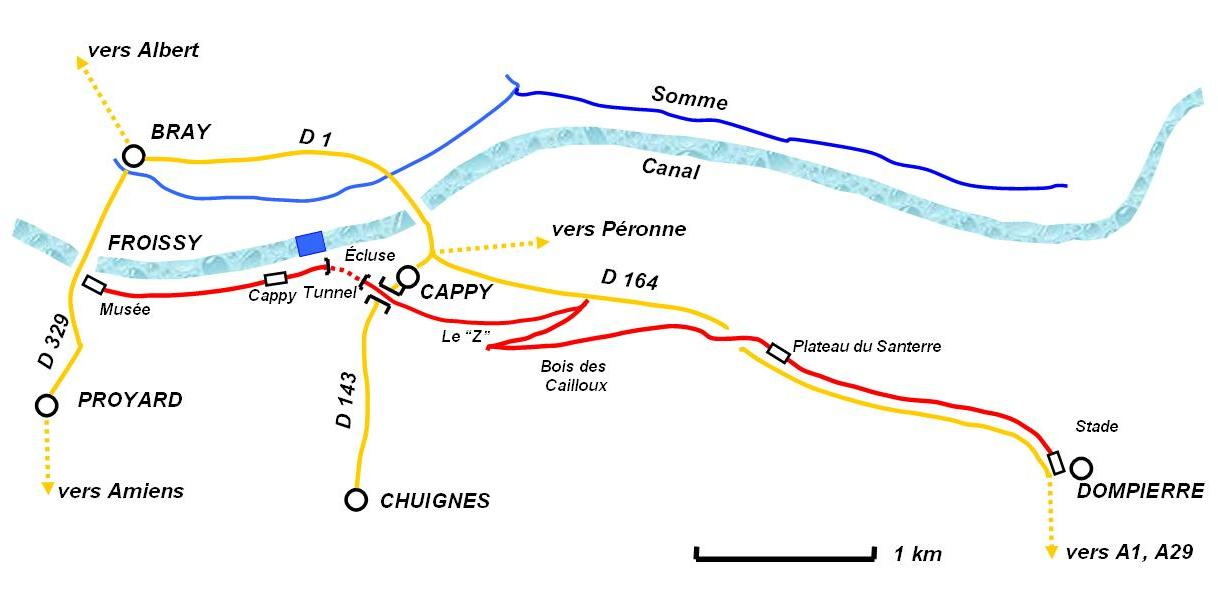
Cappy et le tracé du chemin de fer Froissy-Dompierre (en rouge).

- L'église Saint-Nicolas[63],[64],[65], érigée dans le bas-village. Son clocher à tourelles et contreforts date de 1654.  Classé MH (1913), il fut partiellement reconstruit dans les années 1920, après avoir subi des dégradations lors de la bataille de la Somme en 1916. L'église, elle, possède une nef romane.

- La chapelle en brique avec une statue de la Vierge à l'Enfant polychrome à l'intérieur. Au-dessus de la porte d'entrée est inscrite la date de 1714 mais la construction est plus récente[25].
- Le canal de la Somme. En 2021, les agents du Département s'activent contre le myriophylle, plante invasive qui gêne la navigation[66].
- Les nombreux étangs et marécages de la vallée de la Somme.
- Le chemin de fer touristique Froissy-Dompierre, dont quatre de ses locomotives sont classées monument historique, traverse la commune sur la voie étroite construite par l'armée française pendant la Première Guerre mondiale pour desservir le front, puis exploitée par la Sucrerie centrale du Santerre pour le transport des betteraves jusqu'en 1974.

Son origine est au hameau de Froissy.

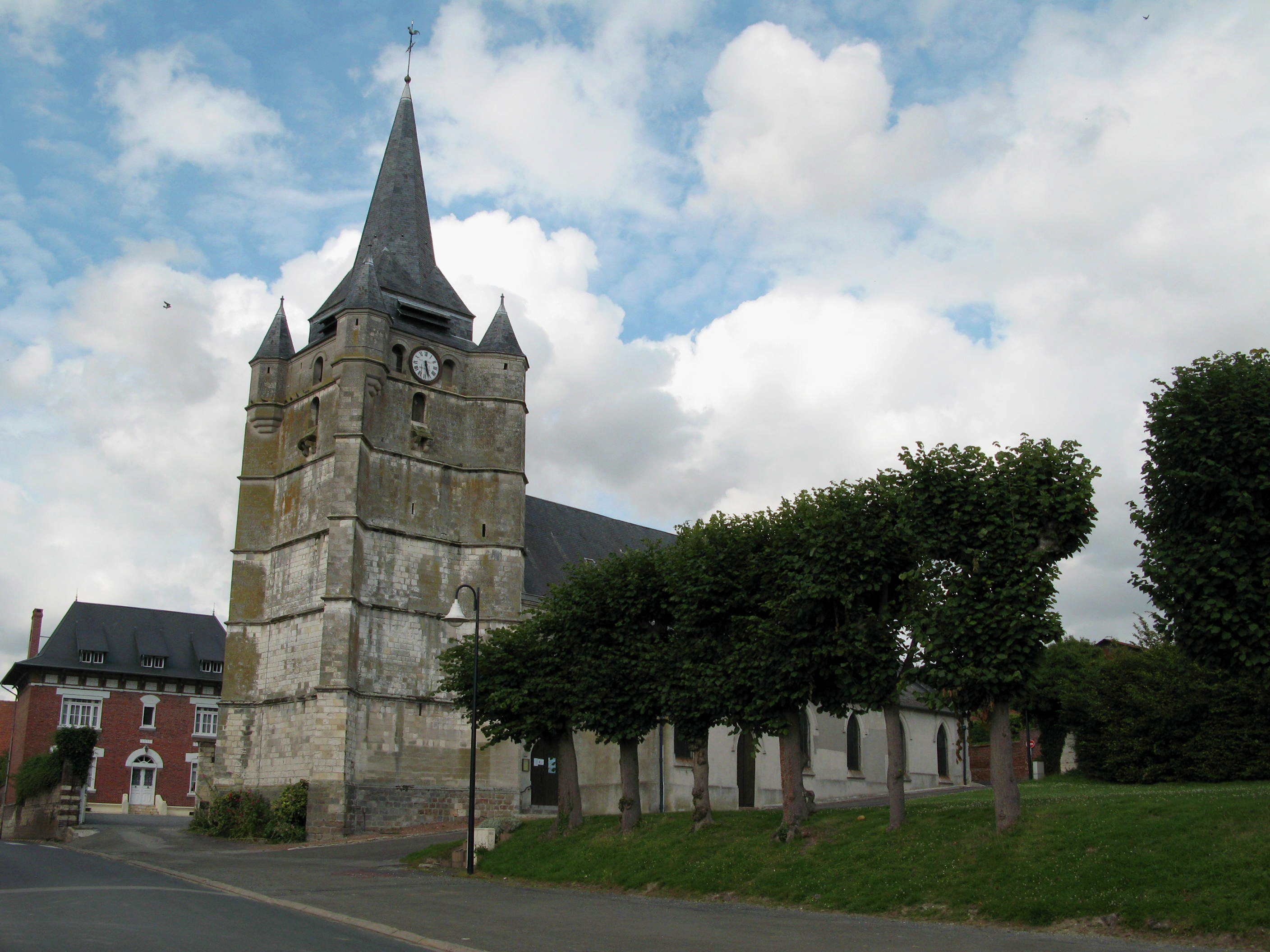
L'église Saint-Nicolas
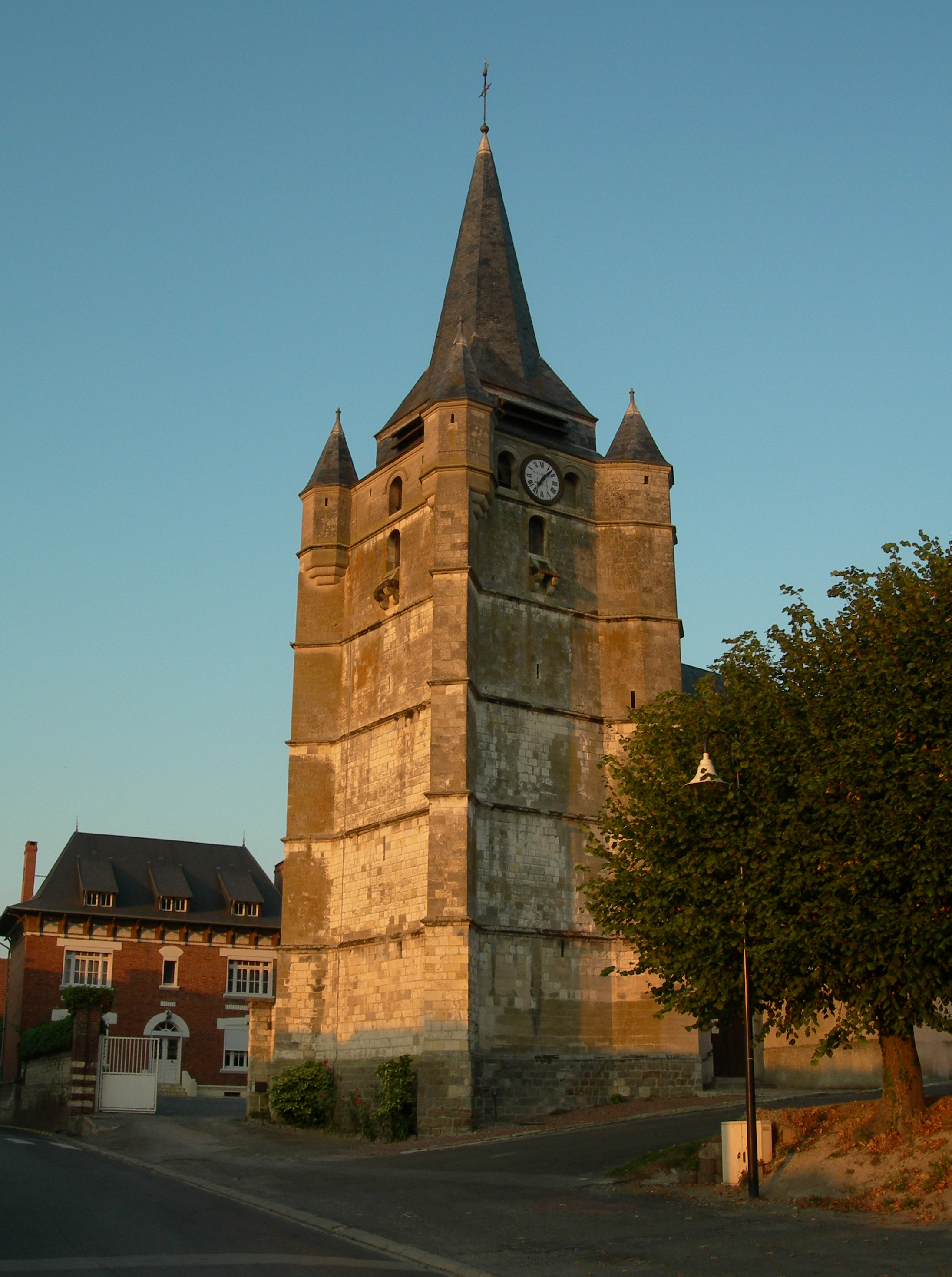
Clocher de l'église Saint-Nicolas.
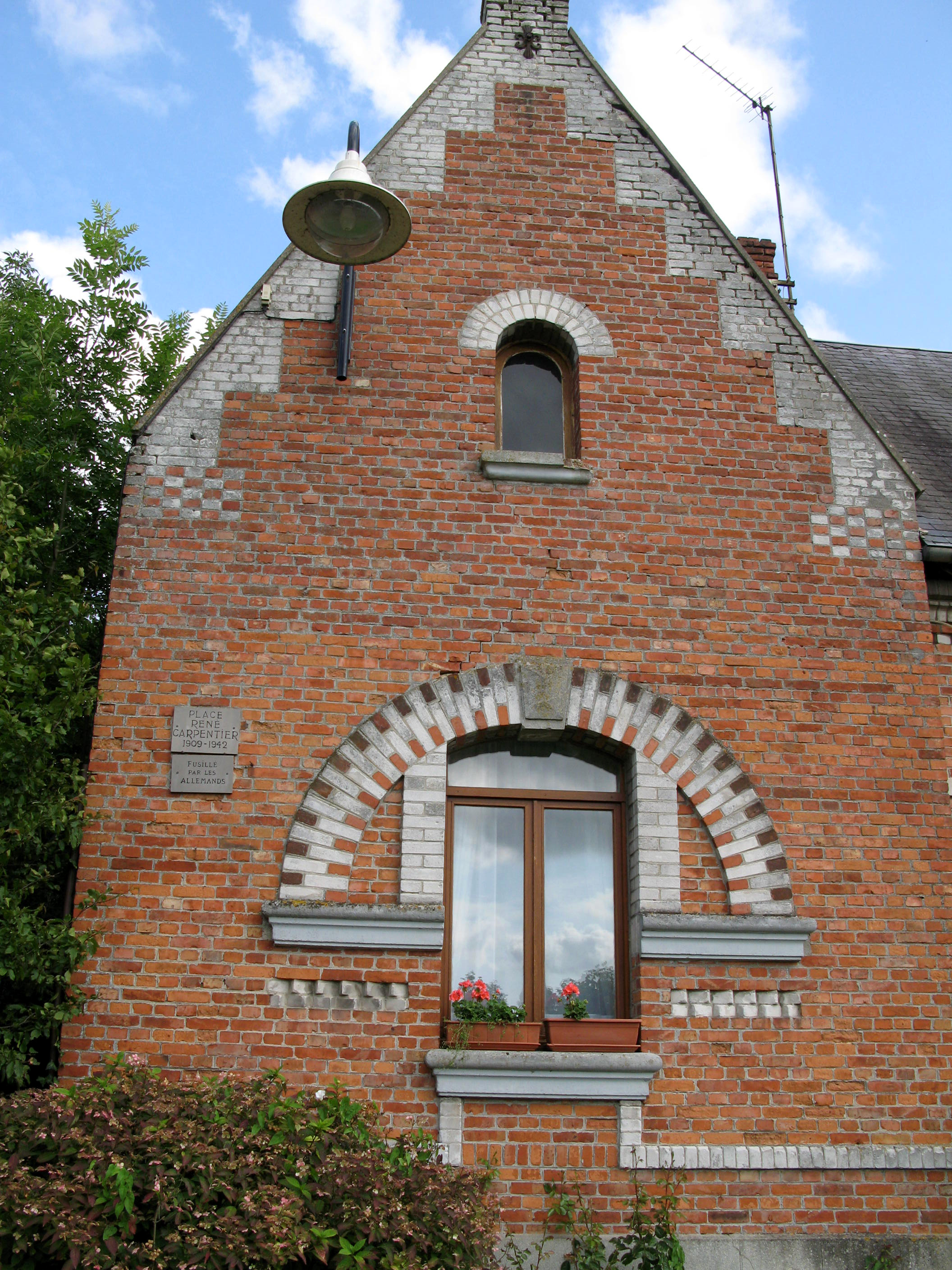
Maison, place de l'église
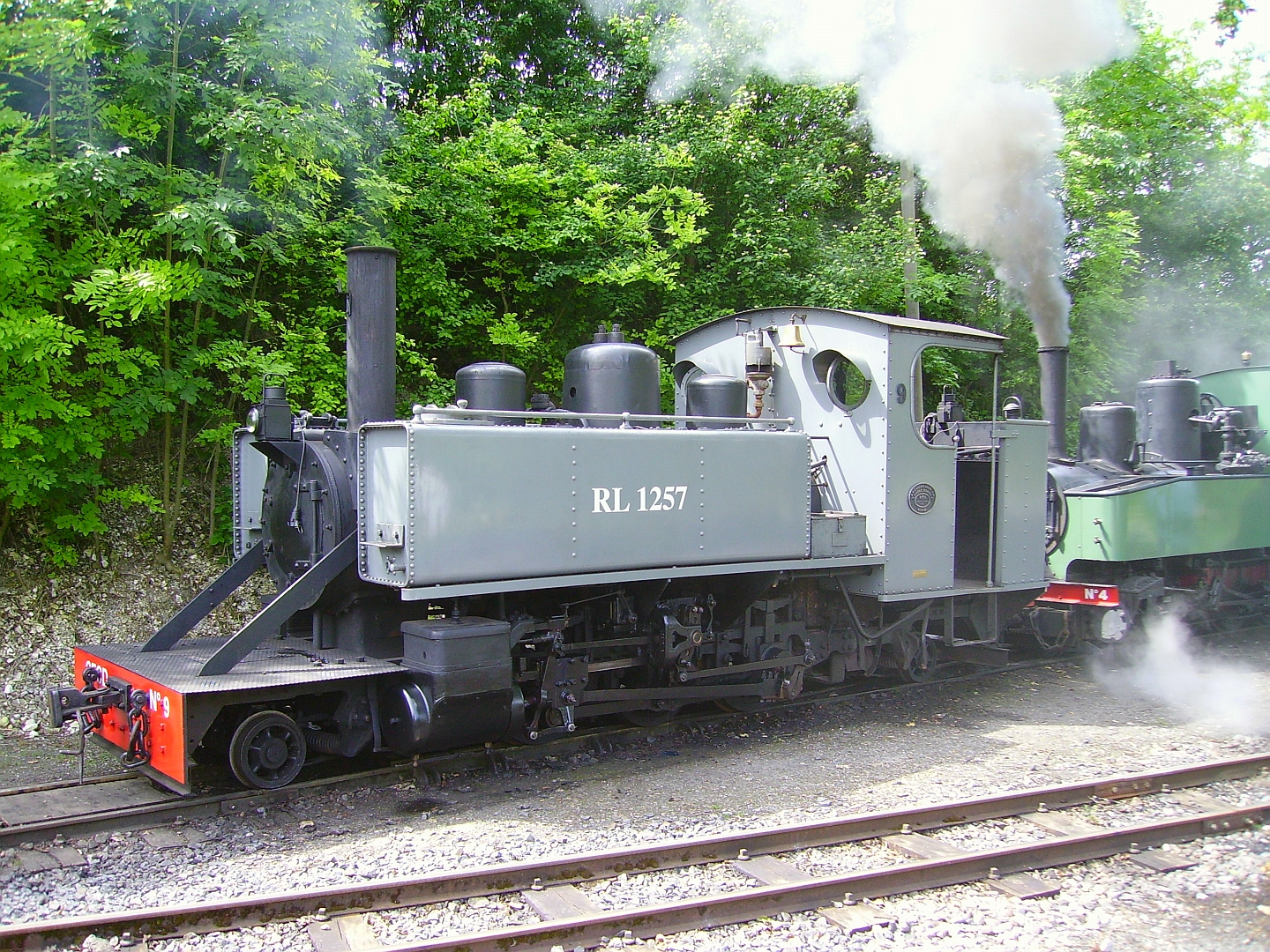
Une locomotive Alco ex-armée britannique sur le chemin de fer Froissy-Dompierre.
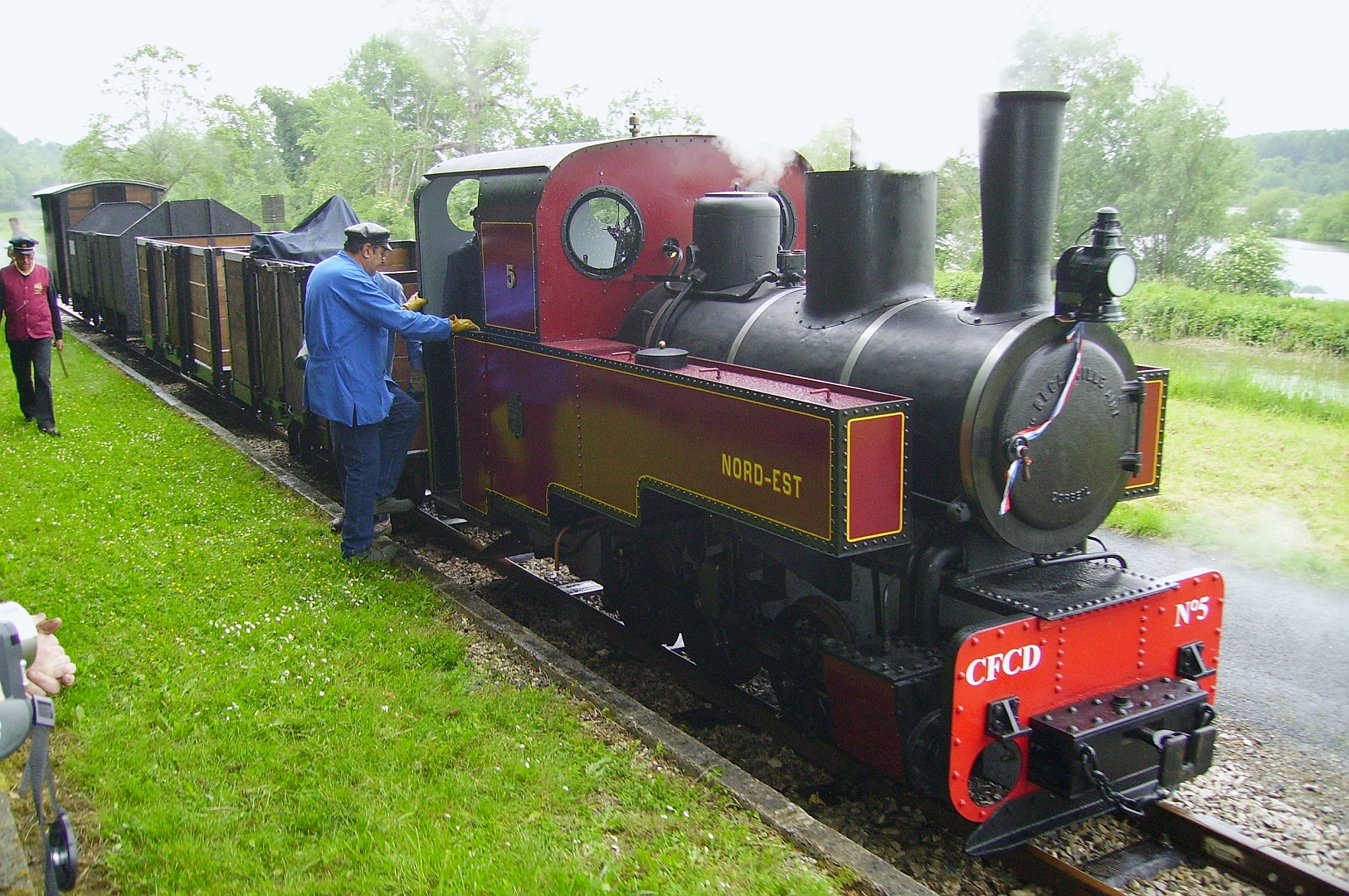
Une locomotive Decauville ex-armée française en gare de Cappy.

### Personnalités liées à la commune
- Manfred von Richthofen dit le Baron rouge, après avoir décollé du terrain de Cappy, fut abattu en vol et son avion s'écrasa sur le territoire de la commune de Vaux-sur-Somme, le 21 avril 1918.
- René Carpentier, né en 1909, est un habitant du village fusillé par les Allemands en 1942. Une plaque sur le mur d'une maison de la place de l'église rappelle cet événement.
- Henri Salvador a inauguré, en 1994, un boulodrome qui porte désormais son nom.
- Pendant de nombreuses années, les Éclaireurs de France et les Éclaireurs Unionistes de France avaient à Cappy un camp-école où ils formaient les responsables d'unités.

### Héraldique
| Blason de Cappy | Blason  | De gueules au pont crénelé d'argent, maçonné de sable, surmonté de deux tourelles couvertes d'argent, girouettées et maçonnées de sable, défendu par un homme d'armes d'or issant du pont, la hache ensanglantée de gueules sur l'épaule, et soutenu d'une rivière ondée d'azur. Ornements extérieursCouronne murale : trois tours Décorations : Croix de guerre 1914-1918. |
| Blason de Cappy | Détails | La commune a officialisé son blason retrouvé sur un sceau communal datant du XIIIe siècle,. Utilisé depuis 1228, le statut officiel reste à déterminer. |

## Pour approfondir